# خرمایس لدسما
خرمایس لدسما (انگلیسی: Jeremías Ledesma؛ زادهٔ ۱۳ فوریهٔ ۱۹۹۳) بازیکن فوتبال اهل آرژانتین است.
از باشگاه‌هایی که در آن بازی کرده‌است می‌توان به باشگاه فوتبال روساریو سنترال اشاره کرد.